# Композиция (литературоведение)
Компози́ция (лат. componere «составлять») в литературоведении — распределение, взаимная соотнесённость и расположение в определённой системе и последовательности частей изображаемого и художественно-речевых средств в словесно-художественном произведении. Внутренняя организация, единая и целостная система определённых форм художественного изображения в литературном произведении. Находится в диалектическом единстве и взаимодействии с системой образов художественного произведения, подчиняется задаче наиболее полного их раскрытия и обрисовки.

## Выразительные средства композиции

### Повтор
Повтор является важным качеством речи. Повтор задаёт в речи ритм. Повтор прозаических произведений отличается от повтора в поэтических. Это отличие лежит в рамках выяснения природы прозаической и поэтической речи (см также Поэзия и проза). Для поэтической речи важны такие повторы, которые неважны в прозаической. Повторы бывают разных уровней литературного произведения.
Виды повторов
1. Лингвистический уровень литературного произведения:
  - Фонетические
  - Морфологические
  - Синтаксические
2. Предметно-образный уровень литературного произведения.
3. Персонажный уровень литературного произведения.
4. Сюжетно-композиционный уровень литературного произведения.

и др.
Подвиды повтора
1. Буквальный повтор
2. Вариативный повтор

Повтор акцентирует внимание на важных деталях в контексте произведения, на накал чувств героев. Одно дело, когда, например, герой говорит: «Я никогда этого не сделаю», и совсем другое, когда: «Я никогда этого не сделаю, слышишь, никогда, никогда, никогда!»
Во второй фразе отчетливее видны эмоции героя, его отчаяние.

### Мотив
Мотив (от лат. — двигаю) — это устойчивый формально-содержательный компонент литературного текста, термин заимствован из словаря музыкантов. Мотив может быть выделен в пределах одного произведения, цикла произведений, всего творчества писателя или группы писателей, одного жанра, определенной эпохи и т. д. В роли мотива может выступать предмет, который мигрирует из одного рассказа в другой (волшебное яблоко — в сказках: «яблоко раздора», «молодильное яблоко», «отравленное яблоко»; может быть образ дороги (Пушкин, Гоголь, Бунин).
- Мотив памяти (символ-образ), закреплённый в слове и предмете (ветер — Блок, память, любовь).
- Сюжетная ситуация в качестве мотива (похищение невесты, дуэль и др.)

### Субъективная организация: «Точка зрения»
Происходящие события.